# Philip Deidesheimer

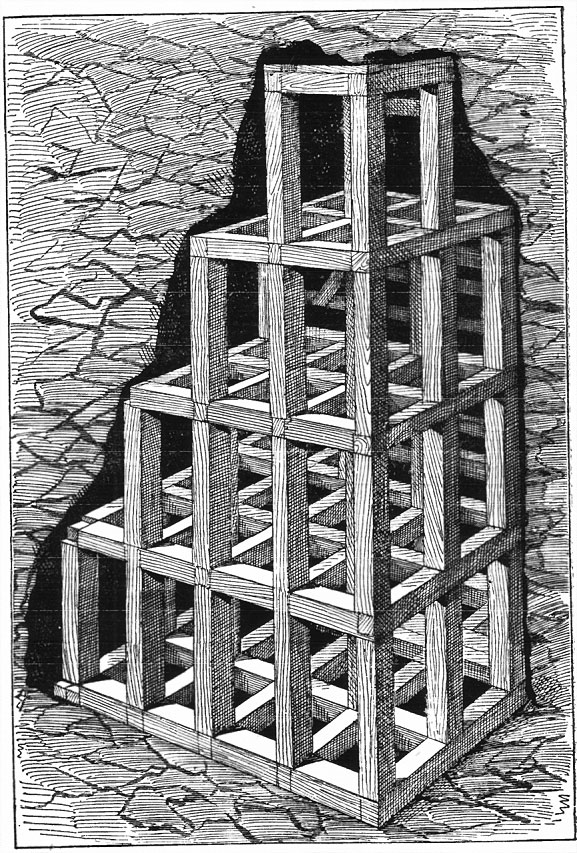
Conjunto de entibado a escuadra, masivamente utilizado en las minas de Comstock. Ilustración de 1877

Philip Deidesheimer (1832-1916) fue un ingeniero de minas alemán, que desarrolló la mayor parte de su carrera en explotaciones mineras localizadas en el Oeste de Estados Unidos. Es conocido por haber ideado el entibado a escuadra, un sistema especial de sostenimiento empleado por primera vez en las minas de plata de Comstock, en Nevada, que permite formar una retícula cúbica de puntales capaz de evitar desprendimientos cuando el mineral a excavar se presenta en grandes bolsas.

## Semblanza
Deidesheimer nació en Darmstadt, Hesse, en 1832, antes de la unificación alemana. Se formó en la prestigiosa Escuela de Minas de la Universidad de Freiberg y emigró a California en 1852. Murió el 21 de julio de 1916 en San Francisco, California.

### Carrera
En 1852, con diecinueve años de edad, siendo un joven ingeniero de minas, viajó a los campos de oro de California para trabajar allí durante varios años, incluyendo estancias en Georgetown.
En abril de 1860 fue contratado por W. F. Babcock, uno de los propietarios de la mina Ophir en la veta Comstock (un gran yacimiento de plata de Nevada), donde solucionó el problema del sostenimiento del terreno cuando se excavaban grandes bolsas de mineral.

#### Entibado a escuadra
Deidesheimer inventó un sistema, ahora conocido como entibado a escuadra, utilizando gruesos puntales de madera formando una "retícula cúbica" como sostenimiento en minería de cavidades subterráneas tridimensionales de cualquier medida. En grandes bolsas, era habitual ir rellenando progresivamente los pisos inferiores de la retícula de madera con los residuos de la roca una vez separada del mineral, creando una sólida estructura de piso a techo.
Deidesheimer creó en 1860 el sistema de entibado de madera a escuadra para la mina Ophir de la veta Comstock, en Virginia City, Nevada. El sistema, que se inspiró en la estructura de los panales, permitió la extracción de los grandes núcleos de plata de la veta Comstock, que se encontraban en una roca muy débil propensa a colapsar. 
Deidesheimer se negó a patentar su idea, pues para él la vida humana no tenía precio,  y que posiblemente fue la innovación minera más importante del momento.

#### Mina Ophir
Como era común en las minas de Comstock, la roca en la mina Ophir era de baja resistencia, y colapsaba fácilmente cuando se excavaban las cavidades donde se extraía el mineral. Además, la presencia de arcilla que se hinchaba mucho al exponerse al aire, causaba grandes presiones que los entibados convencionales no podían contener. El método de entibado ideado por Deideshimer permitía contener los efectos del hinchamiento el tiempo suficiente para extraer el mineral, aunque con el paso del tiempo y la descomposición de la madera, el entibado quedaba aplastado por las enormes presiones generadas por el terreno en las minas de Comstock. 
Nombrado superintendente de la mina Ophir por el propietario de la mina, William Sharon, a principios de 1875, Deidesheimer entró en bancarrota debido a sus operaciones especulativas con acciones mineras en 1878.

#### Otras minas
En 1866, Deidesheimer diseñó y supervisó la construcción del molino de Hope Mill y de una fundición para la St. Louis & Montana Mining Company, concebidos para procesar el mineral de plata de las minas cercanas situadas en el Condado de Granite, Montana. La ciudad que se formó alrededor del Hope Mill fue nombrada Philipsburg, en honor a Philip Deidesheimer.
Después del declive de las minas de Comstock a finales de la década de 1870, Deideshimer continuó su exitosa carrera de ingeniero de minas en la mina Young America en Sierra City, California, donde fue uno de los cinco propietarios enriquecidos durante los cinco años de máxima producción de la mina.

## Reconocimientos
- Deidesheimer está incluido en el Salón de la Fama de la Minería Nacional de los Estados Unidos.[8]

## En la cultura popular
- El desarrollo de su método de entibado reticular fue dramatizado en un relato con el título de "The Deidesheimer Story", en el episodio 8 de la primera temporada en 1959 de la serie de televisión estadounidense Bonanza , en la que el actor John Beal interpretó al personaje del título.[9]
- Philip Deidesheimer fue el tema del programa de radio de la NPR The Engines of Our Ingenuity en el episodio 1901,[10]